# La Vie des animaux
La Vie des animaux est une première émission animalière de la télévision française d'août 1952 au 17 avril 1976 créée par Frédéric Rossif, produite par Solange Peter et présentée par Claude Darget, diffusée le samedi soir sur RTF Télévision puis sur la première chaîne de l'ORTF et enfin sur TF1.

## Générique
Le générique très caractéristique de l'émission présente une succession de dessins stylisés d'animaux avec successivement une tête de hibou, des tatous qui courent entre des pattes de marabouts, un léopard... rythmée par un indicatif musical lounge et exotique du compositeur de jazz Les Baxter, arrangé et interprété par Martin Denny et intitulé Quiet Village, un titre antérieurement interprété par Arthur Lyman).

## Critique
L'émission est généralement considérée comme une production de grande qualité. Toutefois, le critique André Bazin est plutôt critique vis-à-vis du commentaire de Claude Darget, qu'il estime « oiseux et semé d'erreurs » ; l'écrivain François Mauriac dénonce également avec ironie, le manque de pertinence de certaines de ses formules.

### Enregistrements
- Disque vinyle audio 33 tours : Thème musical du générique Quiet Village par Denny Martin, United Artists Records, Stéréo, UP35386[7].